# 앙골라 인민공화국
앙골라 인민공화국(포르투갈어: República Popular de Angola 헤푸블리카 포풀라르 드 앙골라[*])는 1975년부터 1992년까지 현재의 앙골라에 위치해 있던 사회주의 국가였다.

## 역사
정부는 1975년 포르투갈령 앙골라 자치국이 알보르 협정을 통해 포르투갈로부터 독립한 후 수립됐다. 포르투갈의 또 다른 대규모 아프리카 자치 국가인 모잠비크 인민 공화국의 상황도 비슷했다. 새로 건국된 국가는 소련, 쿠바, 모잠비크 인민 공화국과 우호 관계를 맺었다. 이 나라는 마르크스-레닌주의 일당 국가로의 전환을 담당한 앙골라 해방을 위한 인민 운동(MPLA)에 의해 통치되었다. 이 그룹은 쿠바와 소련, 바르샤바 조약 국가의 지원을 받았다.
앙골라 정부는 석유 횡재를 효과적으로 관리했다. 무역수지는 수익성을 유지했고 외부 부채는 합리적인 한도 내에서 유지되었다. 1985년 부채 상환액은 3억 2,400만 달러로 수출의 약 15%에 달했다.
성인 교육 및 문해력 분야, 특히 도심에서 많은 노력을 기울였다. 1986년에 초등학생의 수는 150만 명을 넘어섰고 거의 50만 명의 성인이 읽기와 쓰기를 배웠다. 교육 언어는 주로 포르투갈어로 남아 있었지만 학교 교육 첫 해부터 현지 아프리카 언어 학습을 도입하기 위한 실험이 시도되었다. 교회와 여당의 관계는 비교적 차분했다.
조나스 사빔비(Jonas Savimbi)가 이끄는 UNITA(National Union for the Total Independence of Angola)로 알려진 반대 단체는 아파르트헤이트 남아프리카 공화국과 미국의 지원을 받아 MPLA와 내전을 일으켜 민주 인민 공화국을 수립했다. 앙골라 인민 공화국에 반대하는 앙골라. 미국은 아프리카에서 공산주의의 확산을 막기 위해 할 수 있는 모든 일을 했으며 이것이 가장 큰 예이다. 이 내전은 1975년부터 2001년까지 수년간 140만~150만 명이 사망하고 400만 명 이상의 국내 이주를 초래한 냉전의 가장 폭력적인 대리 분쟁 중 하나였다.
1984년 1월에 협정이 협상되었다. 남아공은 앙골라에서 남아공 군대를 철수시키는 대가로 SWAPO(1975년 이후 앙골라에서 설립된 나미비아 독립 운동)에 대한 지원을 철회하겠다는 약속을 앙골라로부터 얻었다. 이 합의에도 불구하고 남아공은 SWAPO 게릴라 추격을 구실로 UNITA가 앙골라 정부군의 공격을 받을 때마다 앙골라 땅에서 대규모 작전을 벌였다. 동시에 남아프리카는 앙골라에서 공격을 조직했다. 1985년 5월, 앙골라 순찰대가 말롱고에서 석유 시설을 파괴하려는 남아프리카 특수부대를 가로막았다.
미국은 미국이 영구 재가동을 고려한 기지인 남부 자이르의 카미나 기지를 통해 반군에게 스팅어 지대공 미사일을 제공했다. 미국의 지원에는 UNITA가 루안다군의 점점 더 위협적인 루안다군의 동부 및 남동부 지역 통제 하에 있는 지역에 대한 공격에 더 잘 저항할 수 있도록 대전차 무기도 포함되었다.
1980년대 남아공은 UNITA를 계속 지원했고 루안다 정부는 단기간에 군사적 승리를 거둘 희망을 잃었다. 1988년 쿠이토 쿠아나발레 전투(Battle of Cuito Cuanavale)는 쿠바와 남아프리카가 지원하는 군대가 교착 상태에 이르렀을 때 삼국 협정으로 이어져 나미비아의 독립과 앙골라에서 쿠바와 남아프리카 군대의 철수를 확보했다.
1991년 MPLA와 UNITA는 앙골라에서 다당제 선거를 허용하는 평화 협정 Bicesse Accords에 서명했다.
1992년 앙골라 인민 공화국은 헌법상 앙골라 공화국으로 승계되었고 선거가 실시되었다. 그러나 사빔비가 선거 결과를 거부하고 2002년 사망할 때까지 전국적으로 전투가 재개되면서 평화 협정은 지속되지 않았다.

## 같이 보기
- 아프리카 사회주의